# Żabka (choroba konia)

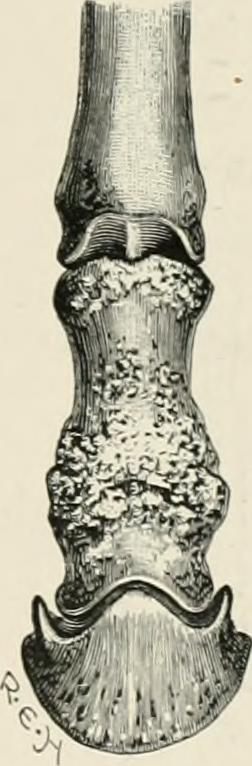
rysunek poglądowy obrączki stawu kopytowego

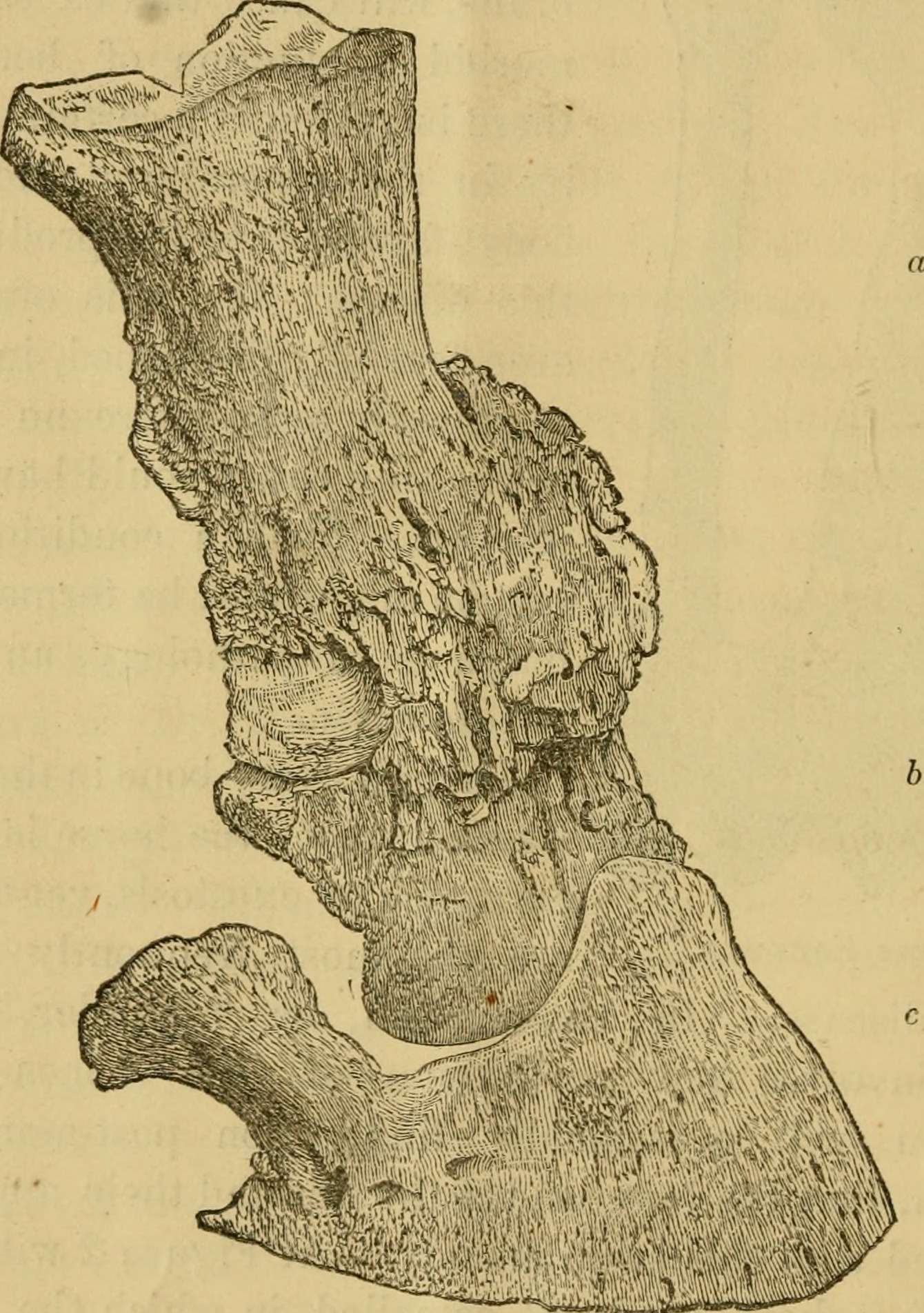
rysunek poglądowy, zaawansowana choroba

Żabka – choroba koni polegająca na jednostronnym uwypukleniu tkanek w przedniej części tuż nad koronką kopyta. Spowodowana jest najczęściej przepracowaniem konia w zbyt młodym wieku. Żabka jest artrozą stawu kopytowego lub koronowego, przebiegającą z tworzeniem się narośli kostnych w okolicy tych stawów. Przyczyną powstania tej artrozy, jest naciąganie i drażnienie torebki stawowej i więzadeł. 
Jeżeli proces ten obejmuje staw dookoła, mówi się o obrączce, jeśli umiejscawia się tylko z jednej strony o żabce. Diagnostyka obejmuje badanie kliniczne i radiologiczne. Leczenie we wczesnym stadium choroby, polega na podawaniu kortykosterydów, niesterydowych leków przeciwzapalnych i korekcji kopyta. W przypadkach zaawansowanych leczenie wymaga doprowadzenia do całkowitej ankylozy stawu koronowego. 